# Pikku Nuottajärvi
Pikku Nuottajärvi är en sjö i Haparanda kommun i Norrbotten och ingår i Torneälvens huvudavrinningsområde.